# Wēku
Ein Wēku (jap. ウェーク Wēku, エーク Ēku bzw. Eiku, alle auch 櫂, sinojapanisch Kai, dt. „Paddel“; oder Sunakake-bo genannt) ist eine heutzutage eher seltene Schlagwaffe des Okinawa-Kobudo.

## Beschreibung
Beim Wēku handelt sich  um eine hölzerne Schlagwaffe, die einem Paddel gleicht. Der Schlagkopf ist breit und abgeflacht, der Schaft rund oder oval. Die Seitenkanten des Schlagkopfes sind dünn und scharf zugeschliffen. Man kann die Kanten zum Schlag verwenden. Zur Herstellung benutzt man meistens Eiche oder roten Ahorn, gepflegt werden die Waffen auch heute noch mit Pflanzenöl oder Tierfett. Die Öle bewahren das Holz vor dem Austrocknen.

## Geschichte
Das Eiku gibt es seit dem 16. Jahrhundert. Es wurde von okinawischen Fischern entwickelt, welche es täglich für ihre Arbeit brauchten. Vor allen diejenigen, die schon im Kobudo ihre Künste trainierten, erkannten, dass es eine geeignete Waffe zur Selbstverteidigung darstellt. Da die Fischer durch ihre schwere Arbeit gut trainiert waren, war es für sie nicht schwer, sich im Umgang mit dem verhältnismäßig schweren Eiku zu üben. Der Griff des Paddels wurde wie ein Stock eingesetzt, und den flachen Teil benutzte man ähnlich einer Keule.

## Kata
Die wichtigsten heute noch bekannten Kata mit dem Eiku sind:
- Matsumura no Eiku (Ryukyu-Königreich)
- Akahachi no Eiku (Ryukyu-Königreich)
- Tsuken Sunakake no Eiku (Ryukyu-Königreich)
- Sunakake no Eiku (Taiso-Periode)
- Nakazato no Eiku (Showa-Periode)